# Eutreta fenestra
Eutreta fenestra är en tvåvingeart som beskrevs av Stoltzfus 1977. Eutreta fenestra ingår i släktet Eutreta och familjen borrflugor. Inga underarter finns listade i Catalogue of Life.